# Stathmopoda crocophanes
Stathmopoda crocophanes là một loài bướm đêm thuộc họ Oecophoridae. Nó được tìm thấy ở New South Wales, Queensland, Nam Úc, Tasmania và Tây Úc.
Sải cánh dài khoảng 0.4" (10 mm). 

## Hình ảnh

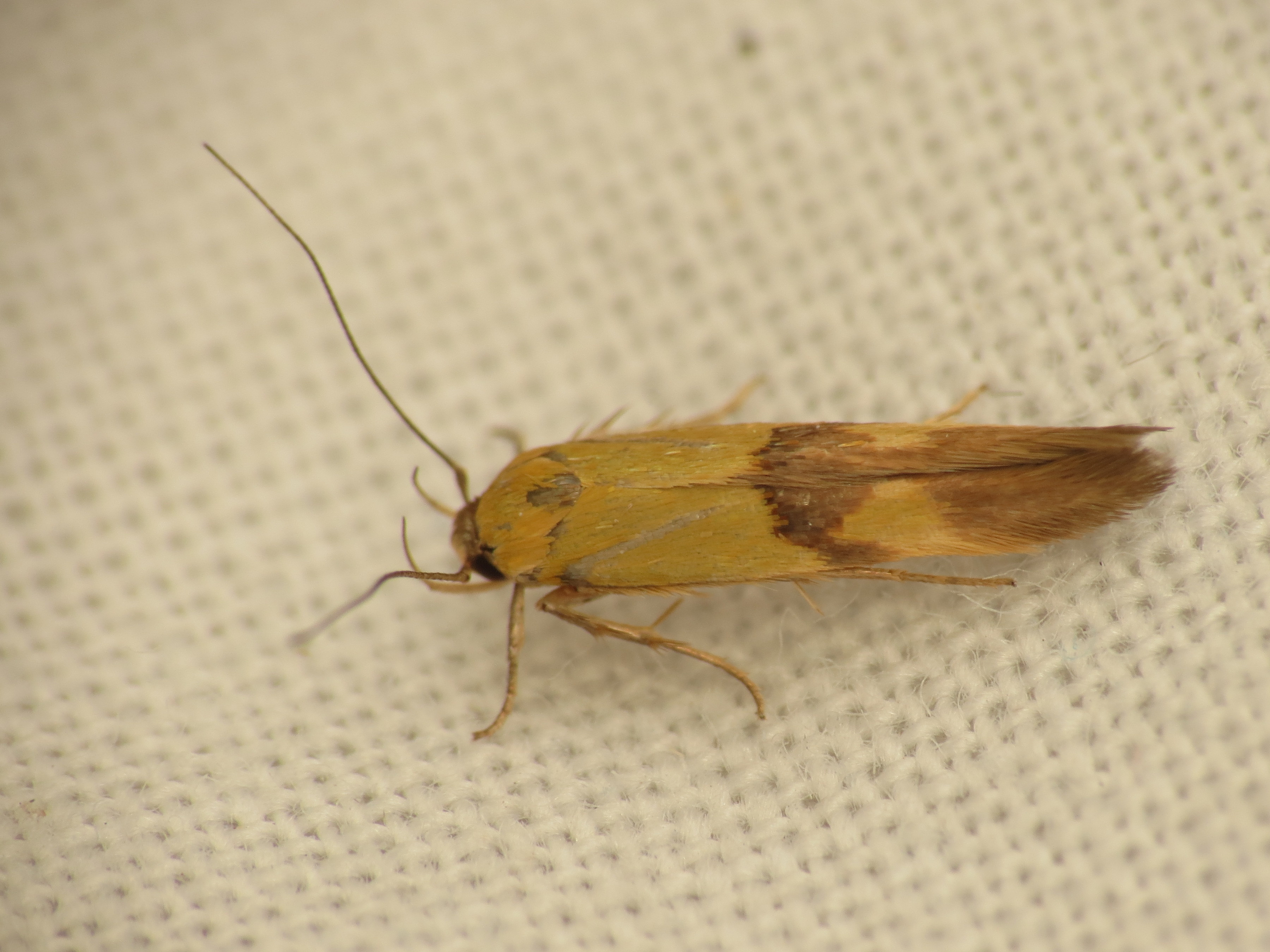
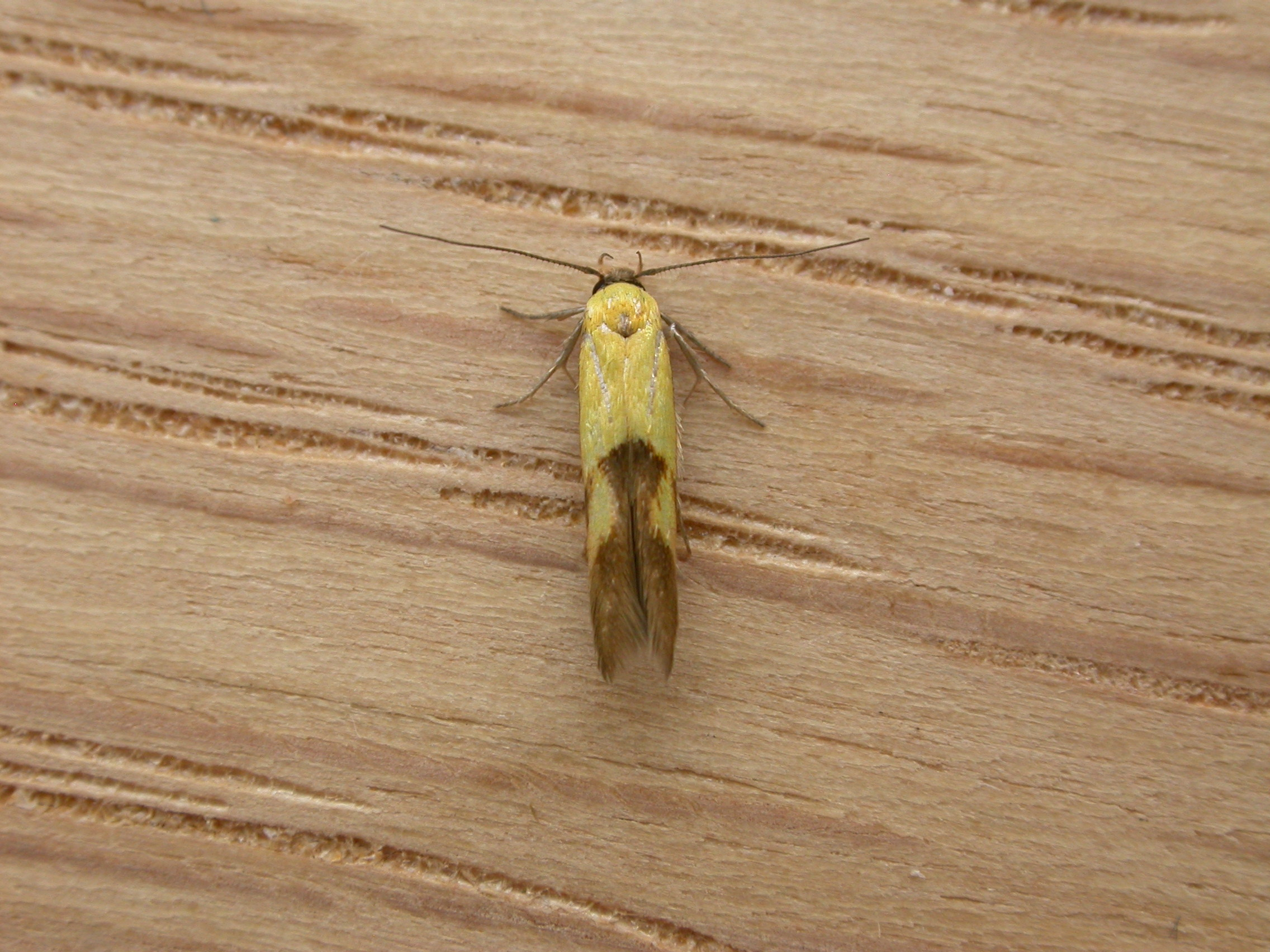